# Expression (Album)
Expression ist ein Musikalbum von John Coltrane. Die 1967 im Rudy Van Gelder Studio in Englewood Cliffs, New Jersey, entstandenen Aufnahmen erschienen Ende September 1967 auf Impulse! Records. Dies war das erste posthum veröffentlichte Album des Saxophonisten, der zwei Monate zuvor gestorben war.

## Hintergrund
In seiner letzten Lebensphase arbeitete der Saxophonist vor allem mit dem Tenorsaxophonisten Pharoah Sanders und seiner zweiten Frau, der Pianistin Alice Coltrane, zusammen. 1967 verschlechterte sich Coltranes Gesundheitszustand dramatisch; immer häufiger musste er seine ausgedehnten Konzerttourneen unterbrechen. Seine letzten Aufnahmen entstanden am 15. Februar 1967 („To Be“, „Offering“), am 7. März („Ogunde“) und zu einem nicht mehr datierbaren Termin im Frühjahr 1967 („Expression“). In drei Stücken spielt Coltrane sein Hauptinstrument, das Tenorsaxophon. In „To Be“, aufgenommen mit Pharoah Sanders, wechselt er zur selten gespielten Flöte.
Als diese Sessions auf Band aufgenommen wurden, litt Coltrane bereits seit einiger Zeit still an nicht diagnostiziertem Leberkrebs. Nach den Aufnahmen zu seinem letzten Album Expression zog sich Coltrane in sein Haus auf Long Island zurück. John Coltrane starb am 17. Juli 1967.
Einige Ausgaben von Expression enthalten den letzten Titel „Number One“, ein fast 12-minütiges Aufwallen rohen, fließenden Zusammenspiels von Coltrane am Tenorsaxophon und Sanders an Holzblasinstrumenten im oberen Register.

## Titelliste
- John Coltrane – Expression (Impulse! AS-9120)[1]

A1		Ogunde 3:34

A2		To Be 16:18

B1		Offering 8:21

B2		Expression 10:53
Die Kompositionen stammen von John Coltrane.

## Rezeption
Fred Thomas verlieh dem Album in Allmusic vier Sterne und schrieb, dies sei eine abwechslungsreiche und tiefgründige Platte. Coltranes Band, die in der Zeit vor dessen Tod hart gearbeitet hatte, spielte hier auf dem spirituellsten Gebiet, das Coltrane anstreben sollte. Dies werde durch den brennenden Tenorsaxophon-/Schlagzeug-Duettabschnitt von „Offering“ deutlich, vielleicht dem Höhepunkt dieser Sessions. Coltrane und Ali würden sich hier mit einer grenzenlosen Energie in die Weiten schrauben, was selbst in ihren rauesten Momenten irgendwie kontrolliert und zurückhaltend bleibe. Es sei bemerkenswert, dass Expression kein weltmüder Vorbote von Tod und Krankheit ist, sondern eine endlos jubelnde Angelegenheit. Selbst in einer Phase, die von enormem Schmerz und Dunkelheit geprägt war, habe Coltranes zielstrebige Suche nach Verständnis und Transzendenz ihn an Orte neuer Entdeckungen geführt.
Dieses Werk zeichne sich durch eine große Reife und Ruhe aus, schrieb Gerd Filtgen in seiner Coltrane-Biografie. Dies lasse vermuten, dass Coltrane hier wieder einen Fixpunkt erreicht habe, der wie A Love Supreme (1965) noch einmal Ausgangspunkt für weiteres Vordringen hätte sein können. So würde nur die Ahnung bleiben, was auf den neu eingeschlagenen Weg hätte geschehen können. Expression stelle Coltrane als „bedingungslosen Melodiker“ vor, dessen Linien von einer tiefen Einsicht in musikalische wie auch außermusikalische, mystische Bereiche geleitet werden.